# Ha Tae-gyu
Ha Tae-gyu (20 dicembre 1989) è uno schermidore sudcoreano, specializzato nel fioretto.

## Palmarès
- Giochi asiatici

Canton 2010: bronzo nel fioretto a squadre.
- Campionati asiatici

Doha 2009: bronzo nel fioretto a squadre.
Seoul 2010: oro nel fioretto a squadre.
Wakayama 2012: oro nel fioretto a squadre.
Shanghai 2013: oro nel fioretto a squadre.
Singapore 2015: argento nel fioretto a squadre.
Hong Kong 2017: oro nel fioretto individuale e argento nel fioretto a squadre.
Bangkok 2018: oro nel fioretto a squadre e bronzo nel fioretto individuale.